# Bordils
Bordils é um município da Espanha na comarca de Gironès, província de Girona, comunidade autónoma da Catalunha. Tem 7,26 km² de área e em 2021 tinha 1 796 habitantes (densidade: 247,4 hab./km²).

## Demografia
| Variação demográfica do município entre 1991 e 2004 | Variação demográfica do município entre 1991 e 2004 | Variação demográfica do município entre 1991 e 2004 | Variação demográfica do município entre 1991 e 2004 |
| --------------------------------------------------- | --------------------------------------------------- | --------------------------------------------------- | --------------------------------------------------- |
| 1991                                                | 1996                                                | 2001                                                | 2004                                                |
| 1330                                                | 1309                                                | 1344                                                | 1425                                                |